# Friedrich Schleiermacher
Friedrich Schleiermacher [AFI: ˌfʁ̥idrɪç ˈʃʷl̥aɪ̯ɐˌmaxɐ] (Breslau, Silèsia, Prússia, 21 de novembre de 1768 - 12 de febrer de 1834) va ser un filòsof de la Il·lustració que va destacar en l'àmbit de la teologia protestant. En 1810 es va convertir en el primer professor teòleg de la recentment creada Universitat de Berlín, després d'haver treballat a Halle.
Segons el seu pensament, el món s'estructura segons el dualisme, tant pel que fa a la relació entre subjecte i objecte, com en el dualisme cos-ànima del propi jo. Aquest jo múltiple no s'entén sense un dels seus components i de la unió emergeix l'autoconsciència, que és un sentiment d'existir similar al sentiment de dependència d'un ésser superior, Déu, que està a la base de la fe religiosa. Per a ell, coneixement i ètica estan lligats i només difereixen en l'objectiu d'anàlisi, no en el mètode d'actuació, que ha d'estar basat en la deducció racional i en assolir el màxim (el pur coneixement o el pur bé).

## Biografia

### Primers anys
Nascut a Breslau a la Silèsia prusiana com a net de Daniel Schleiermacher, un pastor associat als sionites i fill de Gottlieb Schleiermacher, un capellà de l'Església reformada de l'exèrcit prussià, Schleiermacher va començar la seva educació formal en una escola de Moravia a Niesky a l'Alta Lusàcia, i a Barby prop de Magdeburg. Tanmateix, la teologia pietista de Moravia no va poder satisfer els seus creixents dubtes, i el seu pare li va donar a contracor el permís per entrar a la Universitat Martí Luter de Halle-Wittenberg, que ja havia abandonat el pietisme i havia adoptat l'esperit racionalista de Christian Wolff i Johann Salomo Semler. Com a estudiant de teologia, Schleiermacher va seguir un curs independent de lectura i va descuidar l'estudi de l'Antic Testament i de les llengües orientals. No obstant això, va assistir a les conferències de Semler i es va familiaritzar amb les tècniques de la crítica històrica del Nou Testament, i de Johann Augustus Eberhard de qui va adquirir un amor per la filosofia de Plató i Aristòtil. Al mateix temps, va estudiar els escrits d’Immanuel Kant i Friedrich Heinrich Jacobi i va començar a aplicar idees dels filòsofs grecs a una reconstrucció del sistema de Kant.
Schleiermacher va desenvolupar un escepticisme molt arrelat com a estudiant i aviat va rebutjar el cristianisme ortodox.
Brian Gerrish, un estudiós de les obres de Schleiermacher, va escriure:
| « | En una carta al seu pare, Schleiermacher deixa caure la lleu insinuació que els seus professors no aconsegueixen fer front als dubtes generalitzats que preocupen a tants joves d'avui. El seu pare passa a faltar la pista. Ell mateix ha llegit part de la literatura escèptica, diu, i pot assegurar a Schleiermacher que no val la pena perdre el temps. Durant sis mesos sencers no hi ha cap més paraula del seu fill. Després ve la bomba. En una commovedora carta de 21 gener 1787, Schleiermacher admet que els dubtes als quals es fa al·lusió són seus. El seu pare ha dit que la fe és la "regalia de la Deïtat", és a dir, el degut reial de Déu | » |
| — B. A. Gerrish, A Prince of the Church: Schleiermacher and the Beginnings of Modern Theology (Philadelphia, PA: Fortress Press, 1984), p. 25. | |   |

Schleiermacher va confessar: «La fe és la insígnia de la Divinitat, dius. Ai! Estimat pare, si creus que sense aquesta fe ningú no pot assolir la salvació en l'altre món, ni la tranquil·litat en aquest —i tal, ho sé, és la teva creença— oh! Aleshores pregueu a Déu que m'ho concedeixi, perquè per mi ara està perdut. No puc creure que aquell que es deia Fill de l'home fos el Déu veritable i etern; No puc creure que la seva mort fos una expiació vicària».

### Tutoria, capellania i primers treballs

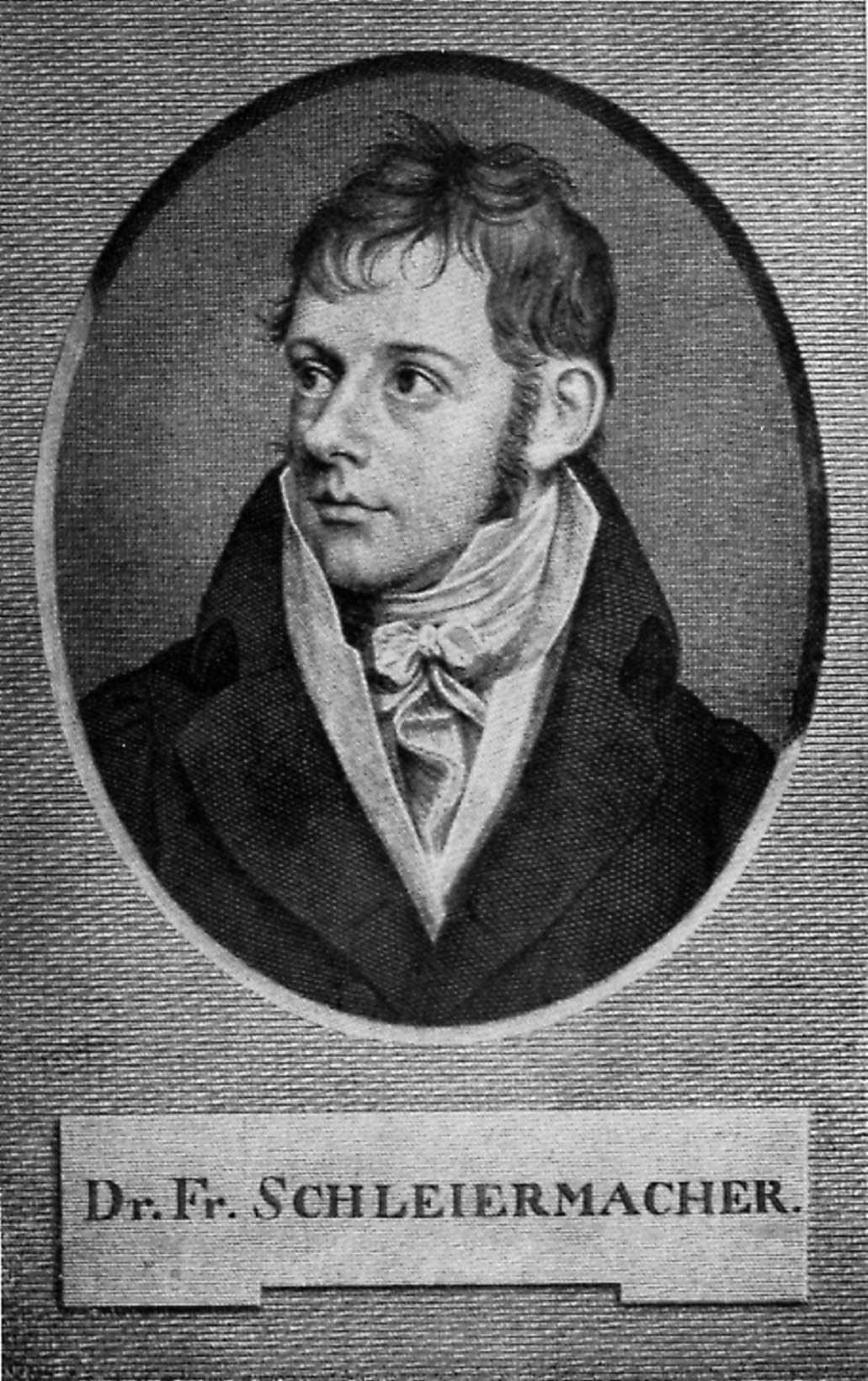
Un gravat de Schleiermacher de la seva primera edat adulta.

En acabar el seu curs a Halle, Schleiermacher es va convertir en el tutor particular de la família de Friedrich Alexander Burggraf und Graf zu Dohna-Schlobitten (1741–1810), desenvolupant en una llar cultivada i aristocràtica el seu profund amor per la vida familiar i social. Dos anys més tard, el 1796, esdevingué capellà de l'Hospital Charité de Berlín. Mancat de marge per al desenvolupament de les seves habilitats predicadores, va buscar la satisfacció mental i espiritual en la societat conreada de la ciutat i en estudis filosòfics intensius, començant a construir el marc del seu sistema filosòfic i religiós. Aquí Schleiermacher es va familiaritzar amb l'art, la literatura, la ciència i la cultura general. Va estar fortament influenciat pel romanticisme alemany, tal com ho representava el seu amic Karl Wilhelm Friedrich von Schlegel. Aquest interès es veu confirmat per les seves Cartes confidencials sobre la Lucinde de Schlegel, així com per la seva relació de set anys (1798–1805) amb Eleonore Christiane Grunow (de soltera Krüger) (1769/1770–1837), l'esposa del clergue berlinès agost Christian Wilhelm. Grunow (1764–1831).
Tot i que els seus principis darrers es van mantenir inalterats, va posar més èmfasi en l'emoció humana i la imaginació. Mentrestant, va estudiar Spinoza i Plató, tots dos influències importants. Va quedar en deute amb Kant, tot i que diferien en punts fonamentals. Va simpatitzar amb algunes de les posicions de Jacobi i va agafar algunes idees de Fichte i Schelling. El producte literari d'aquell període de ràpid desenvolupament va ser el seu influent llibre, Reden über die Religion ('Sobre la religió: Discursos als seus despreciadors cultes'), i el seu regal d'any nou al nou segle, Soliloquis.
En el primer llibre, Schleiermacher va donar a la religió un lloc immutable entre els misteris divins de la naturalesa humana, la va distingir del que considerava caricatures actuals de la religió i va descriure les formes perennes de la seva manifestació. Això va establir el programa del seu sistema teològic posterior. A Soliloquis, va revelar el seu manifest ètic en el qual proclamava les seves idees sobre la llibertat i la independència de l'esperit i sobre la relació de la ment amb el món sensual, i va esbossar el seu ideal del futur de l'individu i de la societat.

### Pastorat
De 1802 a 1804, Schleiermacher va servir com a pastor d'una petita església reformada a la ciutat de Pomerània de Słupsk. Va rellevar a Friedrich Schlegel completament de la seva responsabilitat nominal per a la traducció de Plató, que havien fet junts (vols. 1–5, 1804–1810; vol. 6, Repub. 1828). L'ocupà una altra obra, Grundlinien einer Kritik der bisherigen Sittenlehre (1803), la primera de les seves produccions estrictament crítiques i filosòfiques; és una crítica a tots els sistemes morals anteriors, inclosos els de Kant i Fichte: els de Plató i Spinoza hi troben un gran espai. Sosté que les proves de la solidesa d'un sistema moral són l'exhaustivitat de la seva visió de les lleis i els objectius de la vida humana en el seu conjunt i la disposició harmònica de la seva matèria sota un principi fonamental. Encara que és gairebé exclusivament crític i negatiu, el llibre anuncia la visió posterior de Schleiermacher de la ciència moral, donant importància primordial a una Güterlehre, o doctrina dels fins que s'han d'obtenir per l'acció moral. L'obscuritat de l'estil del llibre i el seu to negatiu van impedir l'èxit immediat.

### Càtedra
El 1804, Schleiermacher es va traslladar per ser predicador universitari i professor de teologia a la Universitat de Halle, on va romandre fins al 1807. Ràpidament va obtenir una reputació com a professor i predicador i va exercir una poderosa influència malgrat les acusacions d'ateisme, spinozisme i pietisme. En aquest període, va començar les seves conferències sobre hermenèutica (1805–1833) i també va escriure el seu diàleg el Weihnachtsfeier ('Nit de Nadal: Diàleg sobre l'encarnació', 1806), que representa un punt mig entre els seus Discursos i la seva gran obra dogmàtica, Der christliche Glaube ('La fe cristiana'); els discursos representen fases de la seva creixent apreciació del cristianisme així com els elements conflictius de la teologia de l'època. Després de la batalla de Jena, va tornar a Berlín (1807), aviat va ser nomenat pastor de l’Església de la Trinitat i, el 18 de maig de 1809, es va casar amb Henriette von Willich (de soltera von Mühlenfels; 1788–1840), vídua del seu amic Johann Ehrenfried. Theodor von Willich (1777–1807).
En la fundació de la Universitat de Berlín (1810), en la qual va tenir un paper destacat, Schleiermacher va obtenir una càtedra teològica i aviat es va convertir en secretari de l'Acadèmia Prussiana de les Ciències. Va tenir un paper destacat en la reorganització de l'església prussiana i es va convertir en el defensor més poderós de la unió de les divisions luterana i reformada del protestantisme alemany, obrint el camí a la Unió d'Esglésies prussiana (1817). Els 24 anys de la seva carrera professional a Berlín van començar amb el seu breu esquema d'estudi teològic (Kurze Darstellung des theologischen Studiums, 1811) en el qual va intentar fer per la teologia el que havia fet per la religió en els seus Discursos.
Mentre predicava cada diumenge, Schleiermacher també va tocar gradualment en les seves conferències a la universitat gairebé totes les branques de la teologia i la filosofia: exegesi del Nou Testament, introducció i interpretació del Nou Testament, ètica (tant filosòfica com cristiana), teologia dogmàtica i pràctica., història de l'església, història de la filosofia, psicologia, dialèctica (lògica i metafísica), política, pedagogia, estètica i traducció.
En política, Schleiermacher va recolzar la llibertat i el progrés, i en el període de reacció que va seguir a l'enderrocament de Napoleó, va ser acusat pel govern prussià d'agitació demagògica juntament amb Ernst Moritz Arndt.
Al mateix temps, Schleiermacher va preparar la seva obra teològica principal, Der christliche Glaube nach den Grundsätzen der evangelischen Kirche (1821–1822; 2a ed., molt alterada, 1830–1831; 6a ed., 1884; La fe cristiana segons els principis de l'església evangèlica. El seu principi fonamental és que la font i la base de la teologia dogmàtica són el sentiment religiós, el sentit d'absoluta dependència de Déu comunicat per Jesús a través de l'església, no els credos o la lletra de l'Escriptura o l'enteniment racionalista. L'obra és, doncs, simplement una descripció dels fets del sentiment religiós, o de la vida interior de l'ànima en les seves relacions amb Déu, i els fets interiors s'observen en les diferents etapes del seu desenvolupament i es presenten en la seva connexió sistemàtica. L'objectiu del treball era reformar la teologia protestant, posar fi a la desraó i superficialitat tant del sobrenaturalisme com del racionalisme, i alliberar la religió i la teologia de la dependència dels sistemes de filosofia en constant canvi.
Tot i que l'obra va augmentar la reputació de l'autor, va despertar l'oposició de les escoles teològiques que pretenia enderrocar i, al mateix temps, la defensa de Schleiermacher del dret de l'església a emmarcar la seva pròpia litúrgia en oposició a l'arbitrari dictat del monarca o dels seus ministres li va portar nous problemes. Se sentia aïllat tot i que la seva església i la seva sala de conferències continuaven plenes de gent.
Schleiermacher va continuar amb la seva traducció de Plató i va preparar una nova i molt alterada edició del seu Christlicher Glaube, anticipant-se a aquesta última en dues cartes al seu amic Gottfried Lücke (en els Studien und Kritiken, 1829) en què defensava la seva posició teològica en general i el seu llibre en particular contra els oponents tant a la dreta com a l'esquerra.
El mateix any, Schleiermacher va perdre el seu únic fill, Nathaniel (1820–1829), un cop que va dir que «va clavar els claus al seu propi taüt», però va continuar defensant la seva posició teològica contra el partit de Hengstenberg i els racionalistes Daniel Georg. Konrad von Cölln (1788–1833) i David Schulz (1779–1854), protestant contra tant la subscripció als credos antics com la imposició d'un nou formulari racionalista.

### Mort

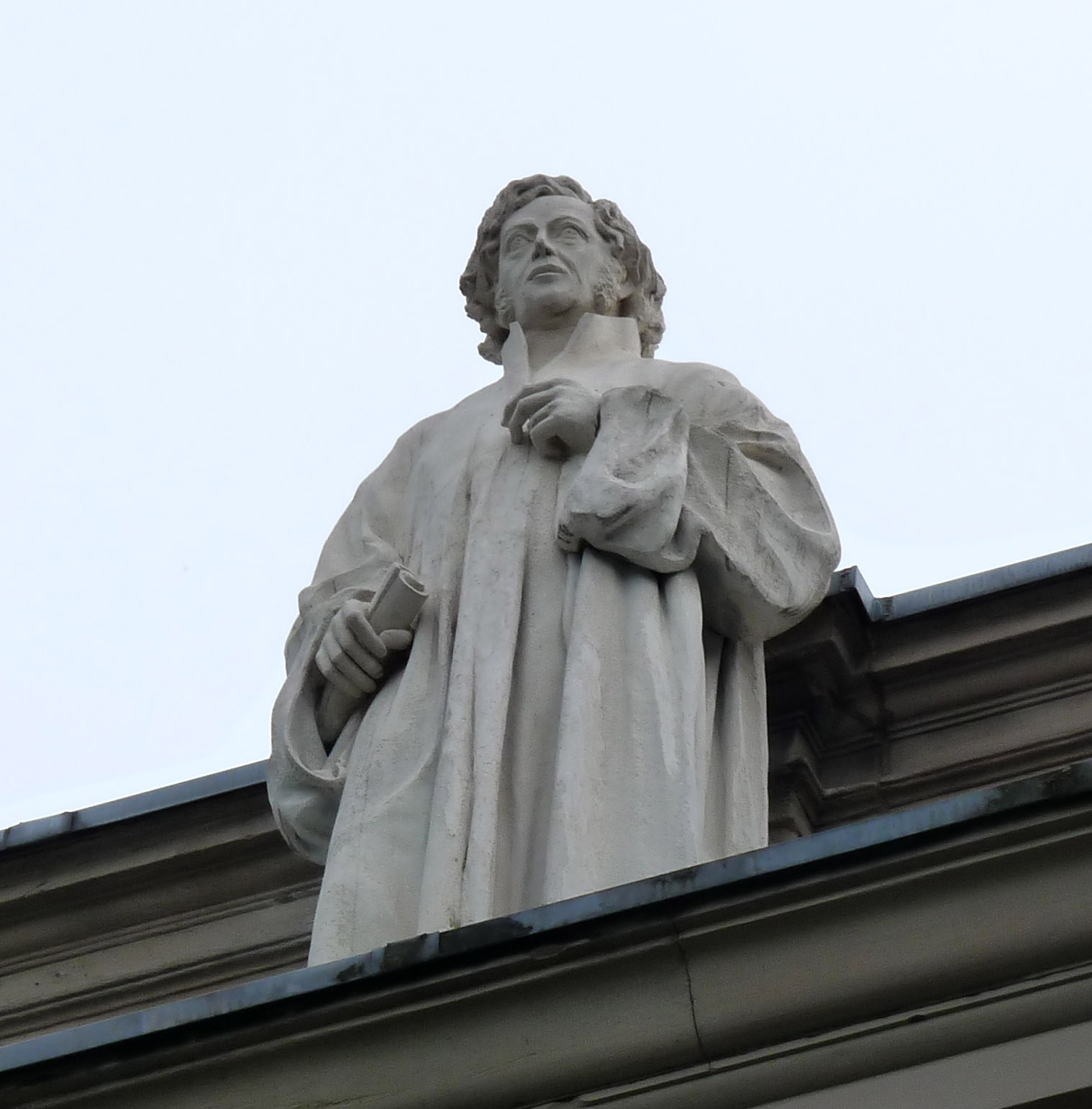
Una estàtua de Schleiermacher al Palau Universitari d’Estrasburg

Schleiermacher va morir als 65 anys de pneumònia el 12 de febrer de 1834.